# Orgue positiu

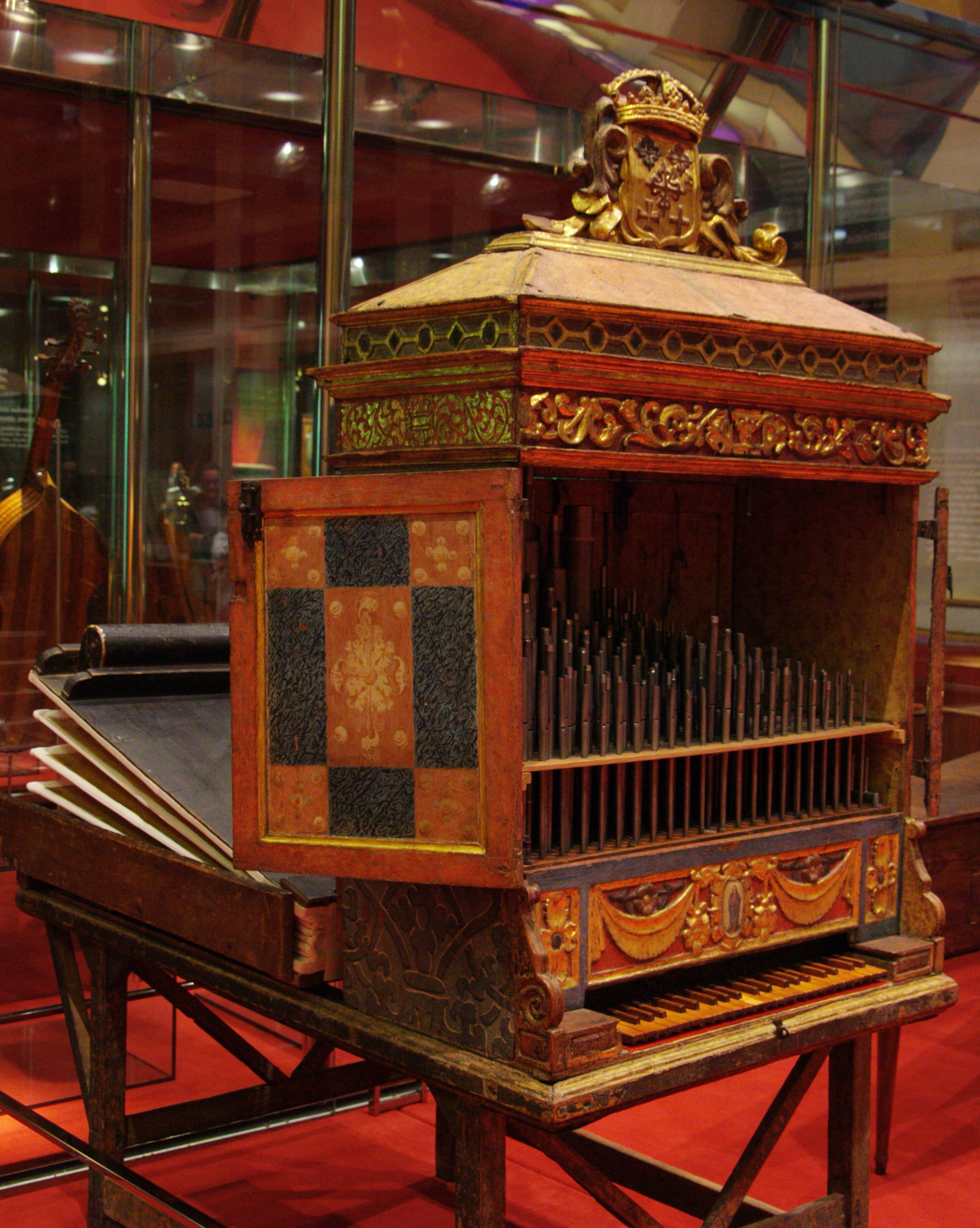
Òrgan positiu al Museu de la Música de Barcelona

L'orgue positiu, és un orgue de reduïdes dimensions emplaçat en lloc fix (sobre una taula o a terra). Si bé es podia canviar de lloc, no estava concebut per a fer-ho amb la facilitat de l'orgue portàtil.
Generalment estava format per un sol teclat manual i uns pocs registres (entre cinc i dotze), però era ric en fons i mixtures i el seu diapasó més greu era de vuit a quatre peus. La seva extensió era d'unes tres octaves i mitja aproximadament. Les manxes se situaven darrere de l'instrument.
Aquest instrument va ser molt usat, especialment a partir del segle xiv, tant en el context religiós com en el profà. Va viure la seva època d'esplendor al segle XV (se li coneixia amb el nom llatí organus parvus), usant-se per acompanyar el cant o formant part de petits conjunts instrumentals (llevat alguna excepció, tota la música per a orgue d'aquesta època estava escrita per a ser executada en un òrgan positiu).
En el Barroc aquest instrument es va emprar en l'execució del baix continu, i a mitjan segle XVII es va emprar per a la interpretació de la música eclesiàstica.